# Purpurfink
Purpurfink (Haemorhous purpureus) är en fågel i familjen finkar inom ordningen tättingar. Tillsammans med likaledes amerikanska husfinken och härmfinken ansågs den tidigare vara en del av rosenfinkarna i släktet Carpodacus, men genetiska studier visar att de står närmare grönfinkar, hämplingar och siskor.

## Kännetecken

### Utseende
Purpurfinken är liksom sina två andra amerikanska släktingar husfinken och härmfinken en rosenfinksliknande finkfågel med rödfärgad handräkt och brunstreckad hondräkt. Denna art är mer kompakt än husfinken, med kortare och mer kluven stjärt, större huvud och trekantig näbb, ej något böjd som hos husfinken. Hanen har mer rött på huvud och bröst och tydlig röd anstrykning på rygg, vingar och flanker. Den saknar också husfinkens streckning undertill. Honan har tydligt tecknat huvud med vitaktigt ögonbryns- och strupsidesstreck, vitaktig undersida med tydliga mörka streck och vitaktig buk. Västliga honor (californicus) är mer diffust tecknade.

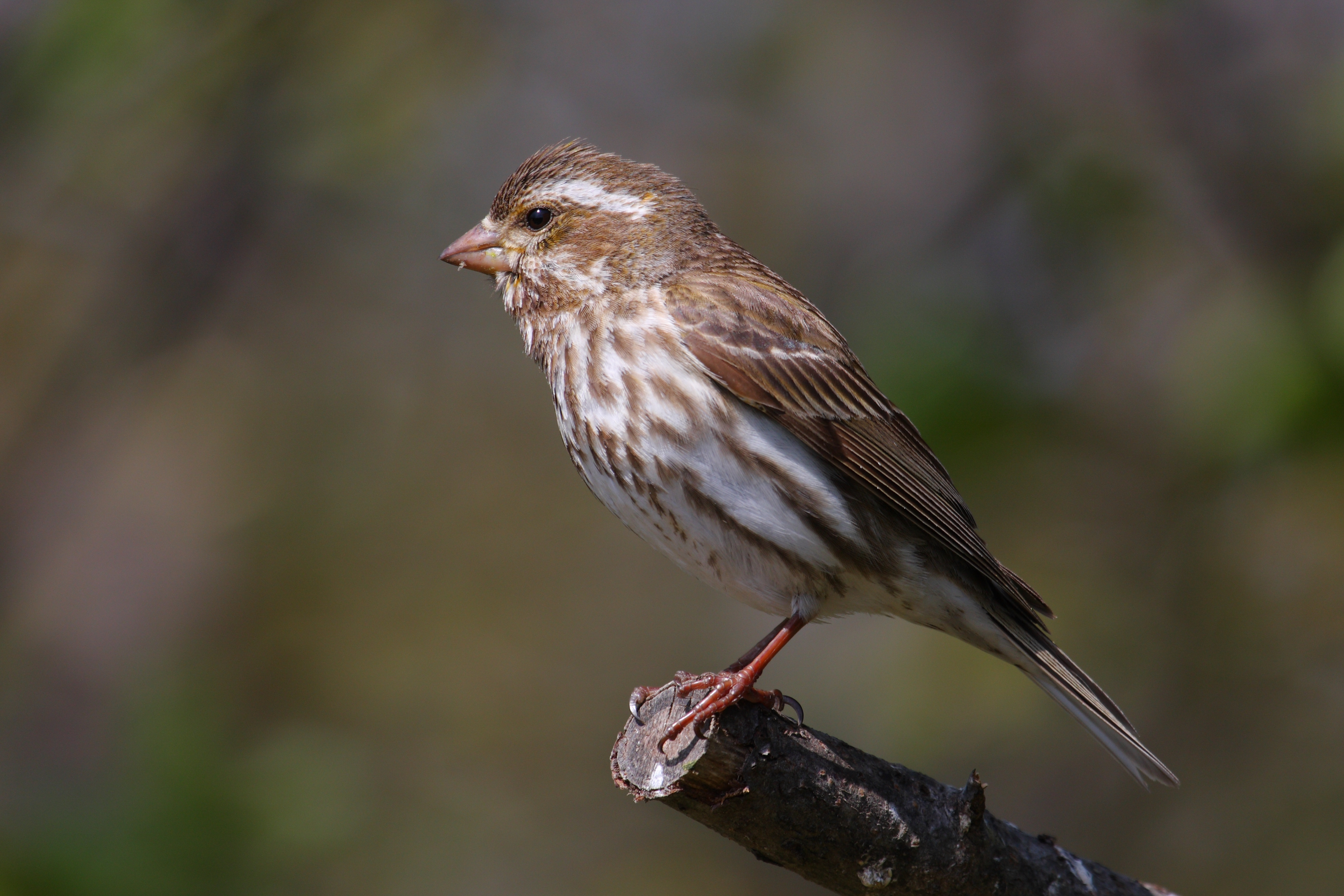

Jämfört med härmfinken är denna större, med längre stjärt och spetsigare näbb. Hanen har lysande röd hjässa som kontrasterar med resten av huvudet och tydligt streckad gråbrun rygg med skär anstrykning. Den har vidare tunna streck längst bak på flankerna, vilket purpurfinken saknar. Honan är jämfört med purpurfinkens hona gråare med mycket tydligare streckning, på undersidan på vitare botten.

### Läte
Sången är en snabb och något hes ramsa, vanligen stigande men på slutetr med en fallande drill "cheerrrr". Lätet är en kort vissling, "tweeyoo", likt rödögd vireo. I flykten hörs ljusa och hårda "pik".

## Utbredning och systematik
Purpurfink delas in i två distinkta underarter med följande utbredning:
- Haemorhous purpureus purpureus – förekommer från öst-centrala Kanada till nordöstra USA, övervintrar i Florida och Texas
- Haemorhous purpureus californicus – förekommer från sydvästra British Columbia till sydvästra USA och norra Baja California.

### Släktestillhörighet
Tidigare betraktades purpurfink tillsammans med sina närmaste släktingar husfink och härmfink vara en del av rosenfinkssläktet Carpodacus och kallades då följaktligen rosenfinkar även på svenska. DNA-studier visar dock att dessa tre står närmare finkar och siskor i släkten som Carduelis, Spinus och Serinus än rosenfinkarna, och har därför flyttats till ett eget släkte, Haemorhous.

## Levnadssätt
Purpurfinken hittas i öppna barr- och blandskogar där den ofta ses i småflockar på jakt efter frön, frukt och vissa insekter. Den häckar från april till början av augusti och lägger två kullar.

## Status och hot
Arten har ett stort utbredningsområde och en stor population, men tros minska i antal, dock inte tillräckligt kraftigt för att den ska betraktas som hotad. Internationella naturvårdsunionen IUCN kategoriserar därför arten som livskraftig (LC).